# Epicephala scythropis
Epicephala scythropis là một loài bướm đêm thuộc họ Gracillariidae. Nó được tìm thấy ở Ấn Độ và Myanma.
Ấu trùng ăn Phyllanthus species. Chúng có thể ăn lá nơi chúng làm tổ.